# Schlacht am Berg Gaurus
Die Schlacht am Berg Gaurus wurde zwischen den Römern und den Samniten im Verlauf des Ersten Samnitenkrieges ausgetragen. Sie fand im Jahr 343 v. Chr. statt. Beim Gaurus Mons handelt es sich um den Monte Gauro bei Cumae auf den Phlegräischen Feldern, unmittelbar westlich von Neapel.
Die Römer wurden angeführt von Marcus Valerius Corvus und blieben laut dem römischen Geschichtsschreiber Titus Livius in der verlustreichen Schlacht über die Samniten siegreich. Karthago soll den Siegern gratuliert und Rom eine goldene Krone für den Jupitertempel geschenkt haben.